# Edward Arvay
Edward Arvay (ur. 1850, zm. 23 marca 1926) – polski dziennikarz, wydawca.

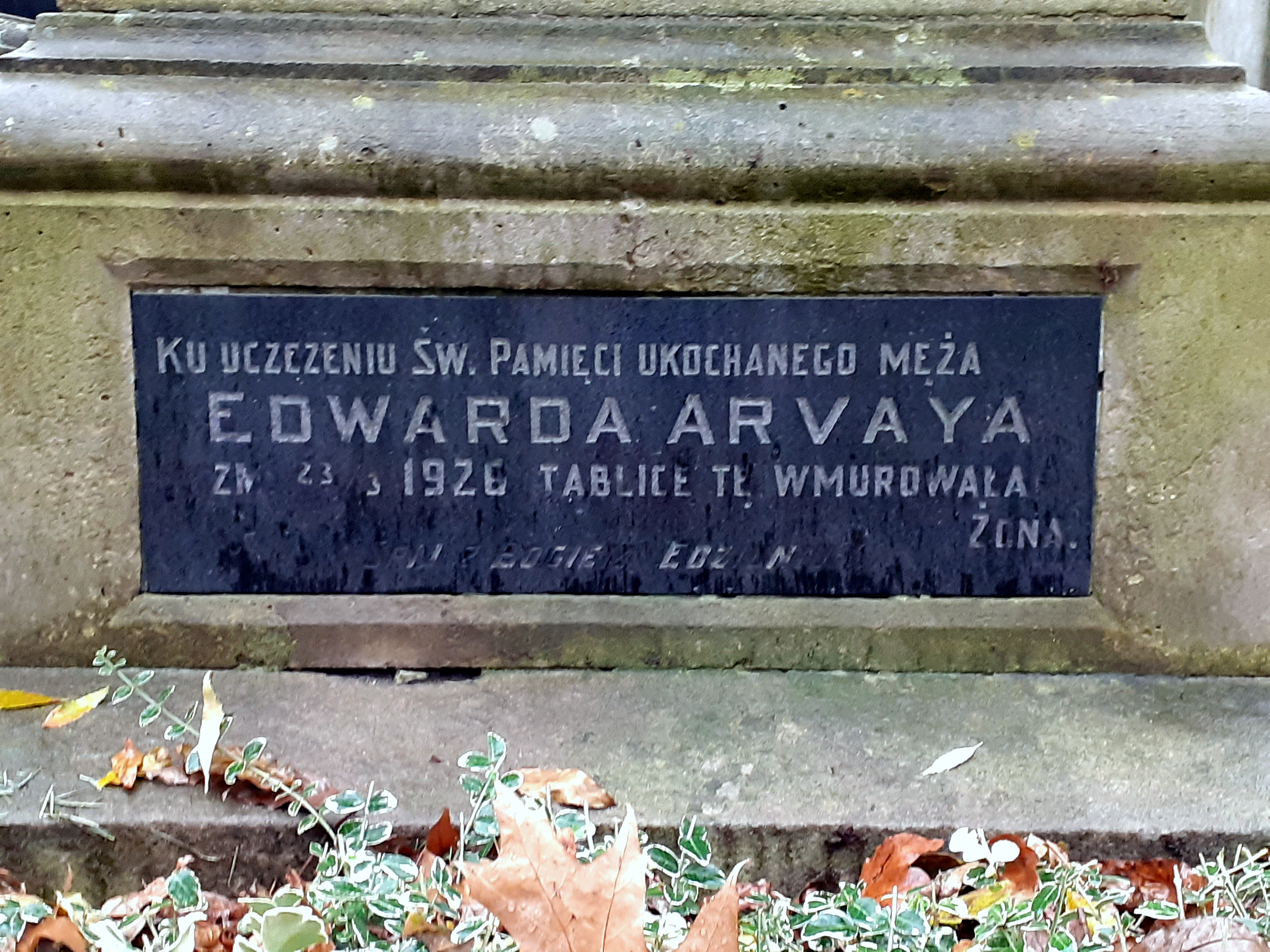
Tabliczka nagrobna Edwarda Arvaya

## Życiorys
Urodził się w 1850. Zawodowo był urzędnikiem Towarzystwa Zaliczkowego i Kredytowego w Rzeszowie. W 1883 został wydawcą i redaktorem naczelnym „Tygodnika Rzeszowskiego”. Po upadku tegoż został wydawcą i redaktorem „Głosu Rzeszowskiego”, wydawanego od 1897.
Pełnił mandat radnego miejskiego w Rzeszowie. Był członkiem wydziału Kasy Oszczędności, Towarzystwa Kasynowego, Towarzystwa Gimnastycznego „Sokół”, Towarzystwa Rękodzielników i Przemysłowców „Gwiazda”, Towarzystwa Ochrony Zwierząt, prezesem Towarzystwa Muzyczno-Śpiewaczego „Lutnia”, zastępcą prezesa Banku Zaliczkowego.
Był żonaty z Klementyną z domu Schott (1857-1937), publicystką, tłumaczką z języka niemieckiego i działaczką społeczną. Zmarł w 1926. Został pochowany na Starym Cmentarzu w Rzeszowie w grobowcu rodzinnym Leona Schotta.